# North Knife Lake
North Knife Lake är en sjö i Kanada.   Den ligger i provinsen Manitoba, i den centrala delen av landet, 2 000 km nordväst om huvudstaden Ottawa. North Knife Lake ligger 258 meter över havet.
Trakten runt North Knife Lake är nära nog obefolkad, med mindre än två invånare per kvadratkilometer.